# Ivrinezu Mic
Ivrinezu Mic – wieś w Rumunii, w okręgu Konstanca, w gminie Peștera. W 2011 roku liczyła 410 mieszkańców.